# Мерешкувата дача
Мерешкувата дача — ентомологічний заказник місцевого значення. Об'єкт розташований на території Великобурлуцького району Харківської області, село Червона Хвиля.
Площа — 2 га, статус отриманий у 1984 році.
Охороняється степова ділянка на крутому схилі балки південної експозиції у верхів'ї балки зі струмком (урочище «Мерешкувата дача»). Тут трапляються угруповання степових комах, в тому числі рідкісні види, занесені до Червоної книги України та регіонально рідкісні види: дибка степова, красотіл пахучий, джміль глинистий, джміль пахучий, джміль степовий, мелітурга булавовуса, мегахіла округла, ксилокопа фіолетова, сколія степова, вусач-коренеїд хрестоносець, махаон, поліксена.
Це один із перших ентомологічних заказників у Харківський області. Вагоме місце посідають корисні комахи-ентомофаги, ґрунтоутворювачі, запилювачі люцерни та інших сільськогосподарських культур.